# 纳塔莉·盖森贝格尔
纳塔莉·盖森贝格尔（德語：Natalie Geisenberger，1988年2月5日—），德国女子雪橇运动员。她曾代表德国参加2010年、2014年、2018年和2022年冬季奥林匹克运动会雪橇比赛，共获得六枚金牌和一枚铜牌。盖森贝格尔在2022年北京冬奥取得金牌返回德国后，立即开始批评中国与国际奥委会共同制定的的防疫政策，并公开抨击中国的意识形态，表示“永远不会再去中国”。